# Романенко, Прокофий Логвинович
Прокофий Логвинович Романенко (13 (25) февраля 1897 — 10 марта 1949) — советский военачальник, генерал-полковник (1944). Полный кавалер знака ордена Святого Георгия.

## Ранние годы
Родился на хуторе Романенки, ныне село Хустянка Сумской области Украины.
В Русской императорской армии с 1914 года. Служил в чине приказного в 14-м Оренбургском казачьем полку, участвовал в Первой мировой войне на Юго-Западном фронте, 19 апреля 1915 года был ранен пулей в шею. Лечился в госпитале Политехнического общества, после излечения продолжил службу, дослужился до старшего урядника. Окончил 5-ю Киевскую школу прапорщиков в 1917 году. После её окончания служил младшим офицером в 155-м запасном пехотном полку в Царицыне, стал командиром полуроты. Награждён четырьмя Георгиевскими крестами. Прапорщик Романенко демобилизован из армии в январе 1918 года.

## В Гражданскую войну
В январе 1918 года избран членом Благодатненского волостного исполкома в Ставропольской губернии, тогда же вступил в местный отряд Красной Гвардии. С марта был волостным военным комиссаром, а в июне сформировал и возглавил Объединённый «летучий» краснопартизанский отряд.
С августа 1918 — в Красной Армии. Отряд Романенко влился во 2-ю Северо-Ставропольскую стрелковую дивизию, а сам он назначен командиром 4-го Ставропольского полка (затем 12-й стрелковый полк). С июня 1919 командир эскадрона и помощник командира 33-го кавалерийского полка, с мая 1920 года командир 33-го кавалерийского полка 6-й Чонгарской кавалерийской дивизии Первой Конной армии. Воевал на Северном Кавказе и при обороне Царицына, на Южном и Западном фронтах. В боях Гражданской войны получил 9 ранений и 2 контузии. За подвиги на фронтах гражданской войны награждён орденом Красного Знамени. Член РКП(б) с января 1920 года.

## В межвоенный период
С мая 1921 года командир 83-го кавалерийского полка 14-й кавалерийской дивизии 1-й Конной армии (Северо-Кавказский военный округ). С сентября 1924 года командир 59-го кавалерийского полка, с августа 1925 военный комиссар этого полка в 10-й Майкопской кавалерийской дивизии. Окончил Кавалерийские курсы усовершенствования комсостава в Ленинграде (1925). С сентября 1926 года командир 1-го отдельного запасного эскадрона. С октября 1926 года командир 59-го кавалерийского полка 10-й Майкопской кавалерийской дивизии. С декабря 1928 года командир и с февраля 1930 года военный комиссар 10-го Верхне-Уральского кавалерийского полка 2-й казачьей кавалерийской дивизии.
Окончил Курсы усовершенствования высшего начсостава при Военной академии РККА имени М. В. Фрунзе в 1930 года и сразу зачислен в саму академию. Окончил Военную академию РККА им. М. В. Фрунзе в 1933 году. С мая 1933 года помощник начальника 3-го отдела Управления механизации и моторизации РККА. С января 1935 года начальник штаба 13-й механизированной бригады в Московском военном округе. С апреля 1937 года командир и военный комиссар 11-й механизированной бригады в Ленинградском военном округе. Участвовал в Гражданской войне в Испании, будучи советником в республиканской армии.
С февраля 1938 года командир 7-го механизированного корпуса Ленинградского ВО, в мае 1938 года преобразованного в 10-й танковый корпус. С мая 1940 года командир 34-го стрелкового корпуса Северо-Кавказского военного округа. С июня 1940 года командир 1-го механизированного корпуса.

Участник совещания высшего руководящего состава РККА 23–31 декабря 1940 года. Выступал против мнения большинства по вопросу применения танков, в частности против позиции Г. К. Жукова. Маршал Советского Союза А. И. Еременко: 
Особенно интересным было выступление генерал-лейтенанта Порфирия Логвиновича Романенко, командира 1-го механизированного корпуса.
В докладе П. Л. Романенко.
Против моего предложения будут возражать, но прошу учесть, что над данной проблемой я работаю уже несколько лет и, как мне кажется, основательно изучил её. Если мы откажемся от применения ударных армий, состоящих из механизированных соединений и поддержанных сильной авиацией, то мы окажемся в тяжелом положении и поставим под угрозу Родину.
С января 1941 года командующий 17-й армией Забайкальского военного округа.

## Великая Отечественная война
С началом Великой Отечественной войны – в той же должности (армия вошла в состав образованного Забайкальского фронта).
С мая 1942 по сентябрь 1942 командующий 3-й танковой армией, которая формировалась в Московском военном округе, а в августе приняла участие в контрударе Западного фронта в районе Сухиничи и Козельск. В сентябре–ноябре 1942 заместитель командующего Брянским фронтом.
В ноябре–декабре 1942 командующий 5-й танковой армией, которая под его руководством в составе Юго-Западного фронта участвовала в Сталинградской битве. В ходе операции «Уран» армия была введена в бой в первый день советского наступления, 19 ноября 1942 года: 4 стрелковые дивизии армии прорывали фронт противостоящей 3-й румынской армии, во второй половине дня в прорыв была введена подвижная группа армии (оба танковых и кавалерийский корпуса, мотоциклетный полк). Передовые силы армии быстро наступали по немецко-румынским тылам и утром 23 ноября овладели городом Калач-на-Дону, в районе которого соединились с наступавшим им навстречу с юга 4-м механизированным корпусом Сталинградского фронта, замкнув тем самым кольцо окружения сталинградской группировки противника (6-я и основные силы 4-й танковой немецких армий).
Маршал Советского Союза Г. К. Жуков:
Командарм П. Л. Романенко был в своей стихии. Надо сказать, что это был отважный человек и способнейший командир. По своему характеру он как нельзя лучше подходил именно к такого рода стремительным действиям.
Однако в ходе операции «Уран» возникли резкие разногласия П. Л. Романенко с командующим фронтом Н. Ф. Ватутиным, которые до крайности обострились на завершающем этапе последующей Среднедонской наступательной операции («Малый Сатурн»). Тогда по требованию Ватутина приказом Ставки ВГК № 00495 от 28 декабря 1942 года Романенко был освобождён от должности командующего 5-й танковой армией и направлен в распоряжение наркомата обороны СССР, на его должность был назначен генерал-лейтенант М. М. Попов. Об этом конфликте в своих мемуарах пишет генерал армии С. П. Иванов:

Немного спустя Ватутину позвонил Прокофий Логвинович. Разговор был не из лёгких. Командующий 5-й танковой был обижен тем, что фронт, по существу, отобрал у него руководство танковыми корпусами. Он считал также, что кольцо окружения по праву должны замкнуть танкисты Филиппенко и мотострелки Филиппова.
Н. Ф. Ватутин при молчаливой поддержке А. М. Василевского ответил неожиданно для нас в самых резких тонах. Он обвинил командарма в том, что его нельзя застать на армейском КП, что он непрерывно «прыгает» из соединения в соединение, поэтому его штаб предоставлен сам себе. Прокофию Логвиновичу был высказан также упрёк в потере управления 1-м танковым и 3-м кавалерийским корпусами. На это обычно молчаливый Г. Д. Стельмах заметил, что армия в целом неплохо выполняет свою трудную задачу, а огрехи в управлении войсками при столь манёвренных действиях неизбежны. Николай Фёдорович, однако, судя по его хмурому виду, остался при своём мнении.
Так отношения командующего фронтом, да и представителя Ставки, с генералом П. Л. Романенко обострились до предела, хотя и до этого между ними довольно часто возникали трения. А вскоре произошёл полный разрыв, и Прокофий Логвинович убыл от нас. Это случилось 25 ноября, когда Н. Ф. Ватутин передал 26-й танковый корпус в армию И. М. Чистякова— Иванов С. П. Штаб армейский, штаб фронтовой. — М.: Воениздат, 1990. — С. 475—480.
.
Командующий 2-й танковой армией Брянского фронта (15 января 1943 – 12 февраля 1943). С февраля 1943 до 15 декабря 1944 — командующий 48-й армией на Брянском, Центральном, Белорусском, 1-м Белорусском, 2-м Белорусском фронтах. Во главе армии успешно действовал в Малоархангельской операции и в ходе оборонительного сражения на северном фасе Курской дуги, в Орловской, Черниговско-Припятской, Гомельско-Речицкой, Белорусской и Ломжа-Ружанской наступательных операциях. Особенно успешно действовала армия под его командованием при освобождении городов Новгород-Северский, Речица, Гомель, Жлобин, Бобруйск, Слоним, а также при прорыве сильно укреплённой обороны на бобруйском направлении и форсировании реки Щара в конце июня 1944 года.
Близко видевший его в эту пору С. М. Голицын так описал свои впечатленияː
Было ему лет сорок, плотный, среднего роста, холёное лицо, холодные, маловыразительные глаза.
Маршал Советского Союза И. И. Якубовский:
О генерале П. Л. Романенко я слышал немало хорошего, он командовал 3-й танковой армией в начальный период её существования. И вот очное знакомство. Командующий 48-й армией пригласил меня на свой КП и, внимательно выслушав, куда следует 91-я отдельная танковая бригада и какая задача ей определена, заметил, что действовать будем вместе, бок о бок, и он надеется, что воины 3-й гвардейской танковой армии и впредь не подведут. С этой армией у него связано немало памятного, многих генералов, в частности Ф. Н. Рудкина, М. И. Зиньковича, В. А. Митрофанова и других, он хорошо знает и глубоко верит в их организаторские способности.
П. Л. Романенко произвёл исключительно сильное впечатление. Точен и решителен, почти безошибочно может разбираться в людях, умеет подметить и развить в них хорошие черты, в действиях энергичен и скор, хотя не любит скоропалительных выводов. В этом мы не раз убеждались в ходе боевой работы. Впечатление о генерале Романенко уверенно подтвердил член Военного совета 3-й гвардейской танковой армии С. И. Мельников, который сказал, что это очень способный командующий, по-настоящему знает военное дело, таких побольше бы надо в войсках.
Генерал-лейтенант Н. А. Антипенко
Командарм 48-й П. Л. Романенко не всегда умел справедливо судить о своих подчиненных вообще и, в частности, не сумел понять вновь назначенного начальника тыла.

## После войны
С 9 июля 1945 года командовал войсками Восточно-Сибирского военного округа. С февраля 1947 года учился на Высших академических курсах при Высшей военной академии имени К. Е. Ворошилова. По их окончании зачислен на учёбу на основной курс академии, который окончил в 1948 году. Умер после длительной тяжёлой болезни 10 марта 1949 года.
Депутат Верховного Совета СССР 2-го созыва (1946—1949).

## Воинские звания
- Приказный
- Младший урядник (08.05.1915)
- Старший урядник
- Прапорщик (02.1917)
- Полковник (29.11.1935)
- Комдив (19.02.1938[15], внеочередное, минуя звание комбриг)
- Генерал-лейтенант (4.06.1940)
- Генерал-полковник (15.07.1944)[15]

## Награды
- Два орденами Ленина (22.10.1937, 21.02.1945)[16]
- Четыре ордена Красного Знамени (декабрь 1920, 15.01.1940[16], 3.11.1944[17], 24.06.1948[16])
- Два ордена Суворова I степени (16.09.1943[18], 25.07.1944[19])
- Два ордена Кутузова I степени (28.01.1943[20], 27.08.1943[21])
- Медаль «За оборону Сталинграда»
- Другие медали СССР

Иностранные награды
- Орден Красного Знамени (Монголия, 2.02.1942)[22]
- Медаль «25 лет Монгольской Народной Революции» (Монголия, 1946)[23]

Награды Российской империи
- Четыре солдатских Георгиевских креста[6]

## Память
Одна из улиц Волгограда названа именем генерала Романенко.

## Семья
Родители – Логвин Гаврилович и Домна Васильевна Романенко. У них было 5 сыновей Романенко и одна дочь:
- Порфирий Логвинович Романенко (1887—1963) — участник гражданской войны, красноармеец 1-й Конной Армии, в Великой Отечественной не участвовал, похоронен на Долгопрудненском кладбище;
- Прокофий Логвинович Романенко (1897—1949) — генерал-полковник, похоронен на Новодевичьем кладбище;
- Василий Логвинович Романенко (1902—1943) — пропал без вести в звании старшего сержанта и должности командира взвода;
- Пётр Логинович Романенко (1905—1985) — генерал-лейтенант, Герой Советского Союза;
- Николай Логвинович Романенко (1907—1943) — пропал без вести в звании батальонного комиссара и должности военкома 344-го горно-стрелкового полка.

Жена[уточнить] — Мария Федосеевна (20.09.1904 — 20.09.1999), дети Романенко Вера/Елена Прокофьевна (03.01.1923 — 06.10.2008), Романенко Колосс Прокофьевич (род. 25.04.1925).
Законная супруга[уточнить], государством признанная вдова[уточнить], персональный пенсионер союзного значения — Романенко Клавдия Викентиевна (31.05.1908 — 07.07.1995). Дети: Романенко Элла Прокофьевна (24.05.1934); Романенко Нина Прокофьевна (18.08.1941).